# Plush (film)
Pour plus de détails, voir Fiche technique et Distribution.
Plush est un thriller érotique américain coproduit, coécrit et réalisé par Catherine Hardwicke, sorti en 2013.

## Synopsis
À la suite de la disparition de son frère, lors d'une overdose, une rockeuse à succès (Emily Browning), entame une liaison torride avec son nouveau guitariste. 

## Fiche technique
- Titre : Plush
- Réalisation : Catherine Hardwicke
- Scénario : Arty Nelson et Catherine Hardwicke
- Direction artistique : Katie Byron
- Décors : Alexi Gomez
- Costumes : Olivia Miles
- Photographie : Daniel Moder
- Son : Mark Blinder
- Montage : Julia Wong
- Musique : Nick Launay et Ming Vauz
- Production : Jason Blum, Stuart Ford et Catherine Hardwicke
- Société(s) de production : Automatik Entertainment, Blumhouse Productions, IM Global et Reliance
- Société(s) de distribution : Millennium Entertainment
- Budget : 2 000 000 $
- Pays d’origine :  États-Unis
- Langue : anglais
- Format : Couleurs - 35mm - 2.35:1 - Son Dolby numérique
- Genre : Thriller érotique
- Durée : 99 minutes
- Date de sortie :
  - États-Unis : 13 septembre 2013

## Distribution
- Emily Browning : Hayley St. Claire
- Xavier Samuel : Enzo
- Cam Gigandet : Carter
- Frances Fisher : Camila
- Dawn Olivieri : Annie
- Brandon Jay McLaren : Butch Hopkins

## Accueil critique
Le film a reçu des critiques contrastées. Roger Ebert du Chicago Sun-Times n'a accordé qu'une étoile au film estimant que celui-ci "est inauthentique et ne sait sur quel pied danser. [...] Une fable rock'n'roll ? Une tragique exemple d'obsession ? Ou une excuse pour sombrer dans la débauche ?".
A contrario, Drew Taylor d'IndieWire a salué le film: "Plush dépasse les attentes. [...] Plus que dans Twilight, chapitre I : Fascination ou Thirteen, Catherine Hardwicke crée une œuvre authentique sur un amour de jeunesse et, plus important encore, sur le sexe.".

## Autour du film
Le rôle principal avait été initialement confié à Evan Rachel Wood mais celle-ci dût quitter le projet pour conflit d'emploi du temps. Cela aurait été sa seconde collaboration avec Catherine Hardwicke près de dix ans après Thirteen qui les avait toutes deux révélées.

## Homonymie
Ce film ne doit pas être confondu avec le faux projet de film français d'animation du même titre annoncé en 2023 (et qui devait notamment impliquer Kev Adams, Éric Judor ou Audrey Lamy) produit par financement participatif et qui s'est finalement révélé n'être qu'une arnaque organisée par un imposteur installé à Dubaï. 